# Полозький регіон
Полозький регіон (мак. Полошки регион) — один з восьми статистичних регіонів Північної Македонії. Назва походить від історико-географічної області Полог. Центр — місто Тетово.
Регіон включає 9 громад розташованих в північно-західній частині країни. Найбільшими містами є Тетово, Гостивар. За результатами перепису 2002 року в громадах регіону проживають — 304 125 жителів. Загальна площа громад регіону — 2467 км².

## Общини
| № (Реден броj) | Община (Општина)                               | HASC  | Адміністративний центр (Центар на Општината) | Площа (км²) | Населення (2002) |
| -------------- | ---------------------------------------------- | ----- | -------------------------------------------- | ----------- | ---------------- |
|                | Полозький регіон (Полошки)                     |       |                                              |             |                  |
| 59             | Боговинє (община) (Боговиње)                   | MK.VJ | Боговинє (Боговиње)                          | 141         | 28 997           |
| 12             | Брвениця (община) (Брвеница)                   | MK.BN | Брвениця (Брвеница)                          | 164         | 15 855           |
| 60             | Гостівар (община) (Гостивар)                   | MK.GT | Гостівар (Гостивар)                          | 375         | 81 042           |
| 9              | Єгуновце (община) (Јегуновце)                  | MK.JG | Єгуновце (Јегуновце)                         | 174         | 10 790           |
| 61             | Маврово і Ростуша (община) (Маврово и Ростуша) | MK.MR | Ростуша (Ростуша)                            | 856         | 8618             |
| 10             | Теарце (община) (Теарце)                       | MK.TR | Теарце (Теарце)                              | 137         | 22 454           |
| 11             | Тетово (община) (Тетово)                       | MK.ET | Тетово (Тетово)                              | 262         | 86 580           |
| 58             | Врапчиште (община) (Врапчиште)                 | MK.VH | Врапчиште (Врапчиште)                        | 157         | 25 399           |
| 2              | Желино (община) (Желино)                       | MK.ZE | Желіно (Желино)                              | 201         | 24 390           |

## Населення
Етнічний склад населення регіону згідно з переписом населення 2002 року: